# Alpheus Hyatt
Pour les articles homonymes, voir Hyatt.
Alpheus Hyatt est un naturaliste américain, né le 5 avril 1838 à Washington D.C. et mort le 15 janvier 1902  à Cambridge.

## Biographie
De 1858 à 1862, il étudie à Harvard où il suit les cours de Louis Agassiz (1807-1873). Volontaire durant la Guerre de Sécession, il obtient le rang de capitaine. En 1867, il devient conservateur à l’Essex Institute de Salem, puis, en 1870, professeur de zoologie et de paléontologie au Massachusetts Institute of Technology et démissionne en 1888 et conservateur de la Société d’histoire naturelle de Boston en 1881.
En 1886, il devient assistant au département de paléontologie au Museum of Comparative Zoology et, en 1889, il entre au service de recherche géologique comme spécialiste du Trias et du Jurassique.
Membre de diverses sociétés savantes, il participe à la fondation de l’American Society of Naturalists. Hyatt participe à la fondation des laboratoires de biologie marine d’Annisquam (en) et de Woods Hole.

## Liste partielle des publications
- Common Hydroids, corals, and echinoderms (Boston, 1879).
- Commercial and other sponges (Boston, 1879).
- About Pebbles (Boston, 1879).
- The genesis of the tertiary species of Planorbis at Steinheim (Boston, 1880).
- Genesis of the Arietidæ (Washington, 1890).
- Pseudoceratites of The Cretaceous (1903).
- Édité posthumément par Timothy William Stanton (1860-1953) The Triassic Cephalopod Genera of America (1905).

## Source
- (en) « Alpheus Hyatt », dans Encyclopædia Britannica [détail de l’édition], 1911 (lire sur Wikisource).